# Eisenhower-Schleuse

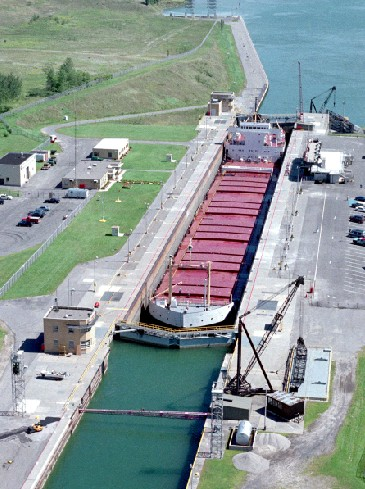
Die Eisenhower-Schleuse

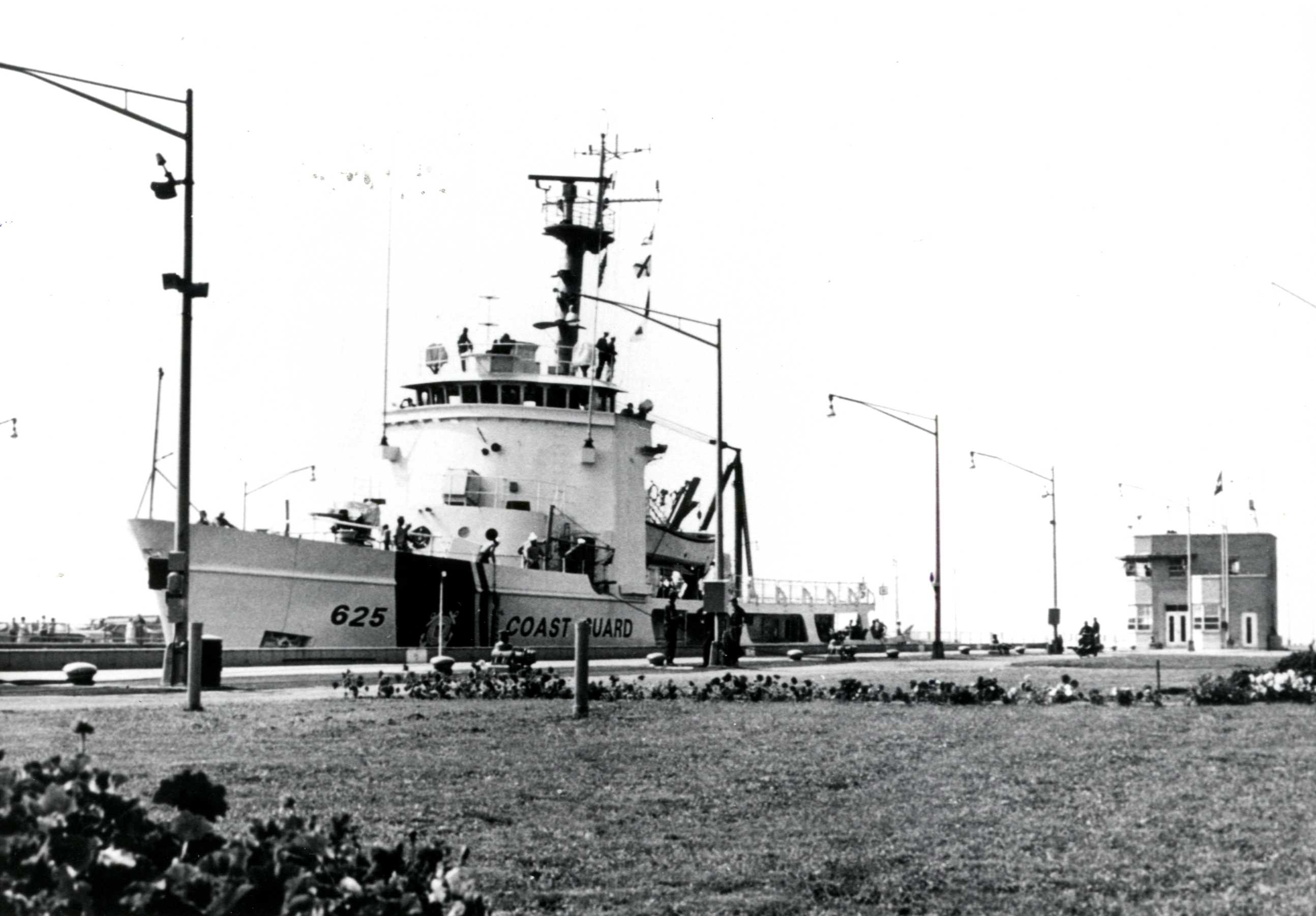
USCG Venturous in der Eisenhower-Schleuse

Die Eisenhower-Schleuse ist eine der sieben Schleusenanlagen des Sankt-Lorenz-Seewegs. Die Schleuse überwindet einen Höhenunterschied von 11,58 Meter (38 Fuß) und liegt in der Nähe des Ortes Massena im US-Bundesstaat New York. Sie ist eine der beiden von den USA betriebenen Schleusen des Seewegs, während die anderen fünf Schleusen, wie auch die Schleusen des Wellandkanals, von Kanada betrieben werden.

## Geschichte
Die Schleuse wurde als Bestandteil des Seeweges in den 1950er Jahren erbaut. Das US Army Corps of Engineers plante die Anlage und überwachte die Bauausführung. Der Bau selbst erfolgte durch Peter Kiewit Sons Co., Morrison-Knudsen Co., Perini Corp., Utah Construction Co. und die Walsh Construction Co.

## Zwischenfälle
Im Jahr 1972 explodierte der Tanker Venus während der Passage der Schleuse.